# Acide cystéine-sulfinique
L’acide cystéine-sulfinique, également appelé 3-sulfinoalanine, est un acide sulfinique intermédiaire du métabolisme de la cystéine. Il est produit par la cystéine dioxygénase (EC 1.13.11.20).